# Traditio legis

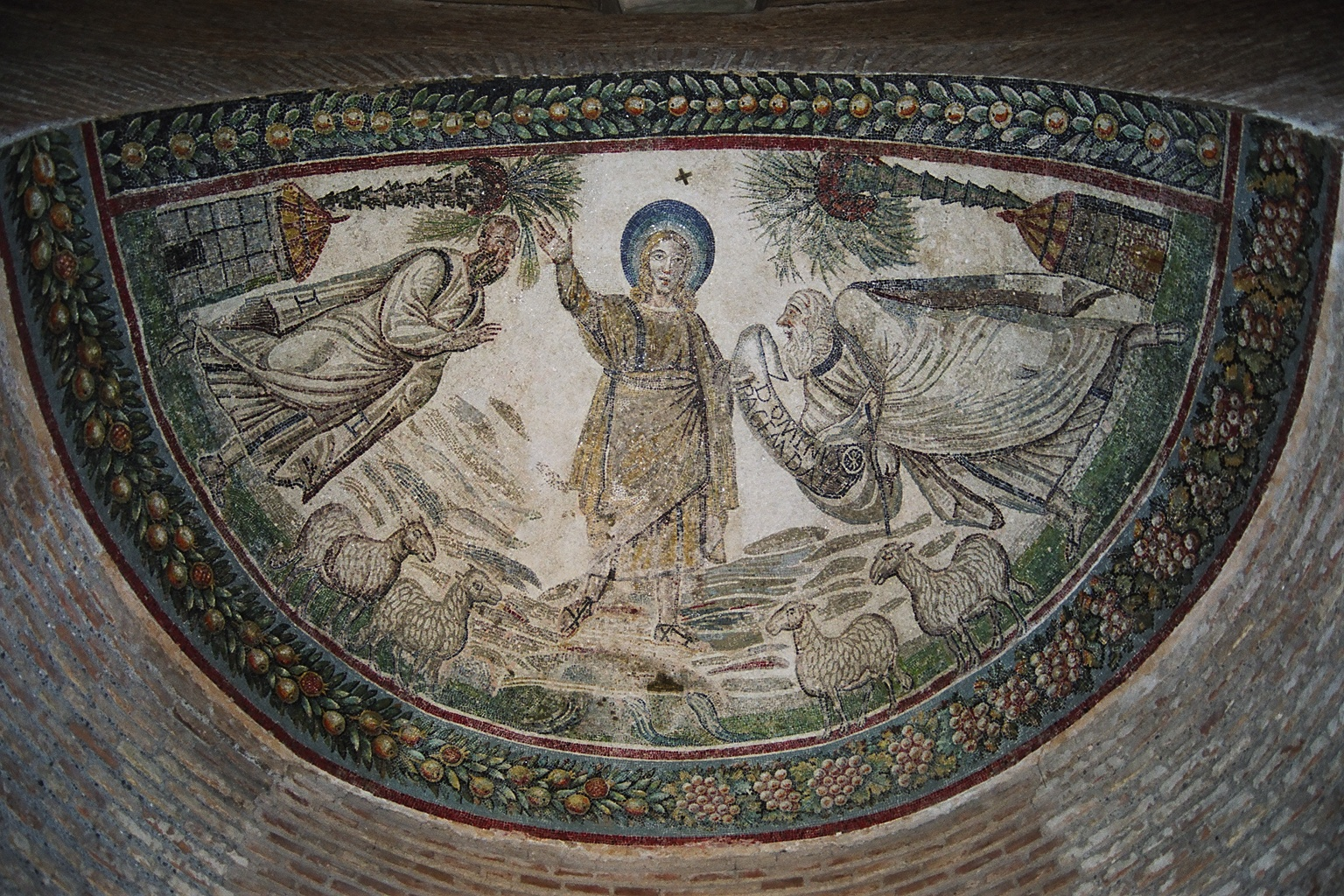
Traditio legis. Мозаїка в Мавзолеї св. Констанції (Рим), IV ст.

Передавання Закону або Христос-законодавець (лат. Traditio legis) — типовий сюжет в іконографії ранньохристиянського образотворчого мистецтва. Був поширеним в Італії в IV–V ст. 

## Коротка характеристика
Христа зображають, зазвичай, безбородим, він сидить на троні або стоїть, в оточенні св. Павла і св. Петра. Господь передає сувій Євангелія Петру або (рідше) Павлу. У деяких випадках на сувої написано DOMINUS LEGEM DAT (звідси й назва іконографічного типу). Збережені артефакти Traditio legis (загалом близько 40) належать до другої половини IV — першої половини V ст. і мають (за небагатьма винятками) італійське походження. 
Приклади Traditio legis: на саркофазі Юнія Басса (Собор Святого Петра, Рим; мармуровий барельєф, 359 р.), в капелі св. Аквиліна (Сан-Лоренцо-Маджоре, Мілан, мозаїка, кінець IV ст.), у хрестильні св. Іоанна (Собор св. Януарія, Неаполь, фреска IV ст.), на саркофазі Стиліхона (базиліка Святого Амвросія, Мілан, мармуровий барельєф, кінець IV ст.), в баптистерії православних (Равенна, барельєф на стукко, V ст.), на мармуровій дароносиці в Національному музеї Равенни (середина V ст.) та багато інших. На мозаїці Traditio legis в Мавзолеї св. Констанції (Рим, IV ст., Див. Фото) напис на сувої DOMINUS PACEM DAT — результат неграмотної реставрації. Пізній зразок втілення сюжету (данина старовинній традиції) — барельєф кінця XII ст. на порталі міланської базиліки Св. Амвросія.

## Див. Також
- Christ in Majesty[en]
- Деісус